# Bistum Simdega
Das Bistum Simdega (lat.: Dioecesis Simdegaensis) ist eine in Indien gelegene römisch-katholische Diözese mit Sitz in Simdega.

## Geschichte
Das Bistum Simdega wurde am 28. Mai 1993 durch Papst Johannes Paul II. mit der Apostolischen Konstitution Pro Nostro aus Gebietsabtretungen des Erzbistums Ranchi errichtet und diesem als Suffraganbistum unterstellt.

## Bischöfe von Simdega
- Joseph Minj, 1993–2008
- Vincent Barwa, seit 2008